# Jean-Marie Cremer
Jean-Marie Cremer (* 25. August 1945 in Cherain in den  Ardennen) ist ein belgischer Bauingenieur.

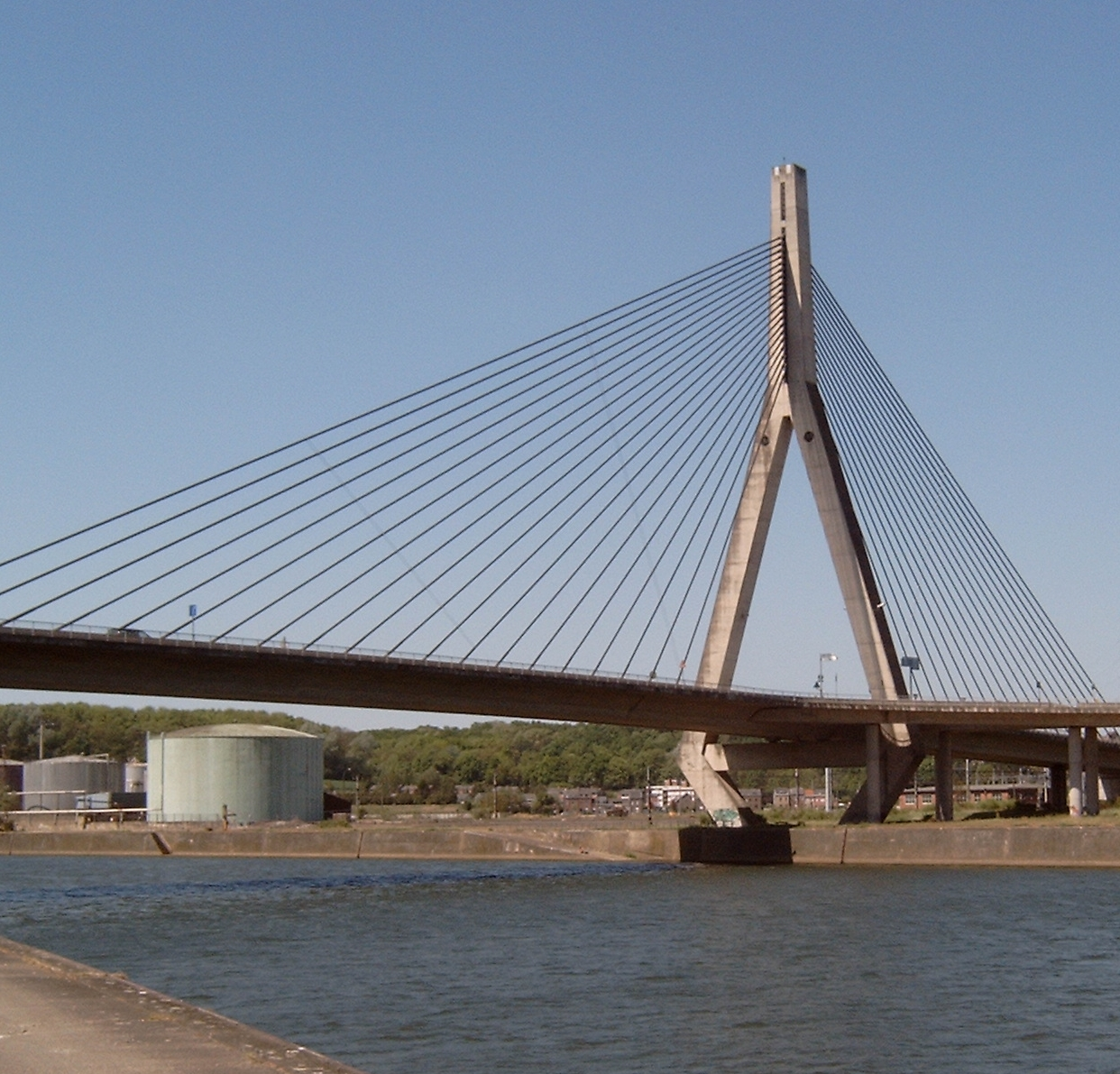
Ben-Ahin Brücke über die Maas

Cremer studierte Bauingenieurwesen an der Universität Lüttich (Diplom 1968) und war beratender Ingenieur mit Spezialisierung auf Brückenbau. 1973 trat er dem Ingenieurbüro von René Greisch in Lüttich bei (Bureau d’Études Greisch) und wurde deren CEO.
Zu seinen über 60 Brücken (bis zum Jahr 2005) gehören die Kanalbrücke Sart in Belgien und die Ben-Ahin Brücke bei Huy in Belgien, das Viaduc de l'Eau Rouge, und er war wesentlich am Viaduc de Millau beteiligt, das gleich mehrere Rekorde hält, höchste Brücke, längster Taktvorschub, höchste Hilfsstützen.
2009 erhielt er den Albert-Caquot-Preis und 2005 den International Award of Merit in Structural Engineering. Er ist Mitglied der königlich belgischen Akademie und Honorarprofessor an der Universität Lüttich.